# Bakhodir Jalolov
Bakhodir Jalolov (født 8. juli 1994) er en usbekisk bokser, der konkurrerer i supersværvægtsdivisionen.
Han repræsenterede Usbekistan ved sommer-OL 2016 i Rio de Janeiro, hvor han blev elimineret i kvartfinalen.
Under sommer-OL 2020 i Tokyo, som blev afholdt i 2021, vandt han guld.
Under Sommer-OL 2024, der blev afholdt i Paris, tog han guld.